# Erna Siikavirta
Erna Siikavirta, född 8 oktober 1977 i Esbo, är en finländsk musiker.
Siikavirta är före detta medlem i metalbandet Lordi som hon blev sparkad från 2005 på grund av att personkemin inte stämde. I Lordi gick hon under namnet Enary, och spelade keyboard och piano. Som monster i Lordi föreställde hon en valkyria.
Andra band hon har spelat i är Grain och Children of Bodom.
Siikavirta har dessutom sjungit på till exempel albumet "Fallen Angel's Symphony" med de tyska black metalbandet Ancient Ceremony. 1999 spelade hon keyboard och var bakgrundsröst i finska bandet Sinergy. Hon var också med på några av deras spelningar i bland annat Japan.
Numera arbetar hon som pianolärare.